# Diego Llorente
Diego Javier Llorente Ríos (Madrid, 16 agosto 1993) è un calciatore spagnolo, difensore del Betis.

## Caratteristiche tecniche
Di ruolo difensore, è di piede destro. La sua visione di gioco gli consente anche di essere adattato come centrocampista. Bravo a posizionarsi, la sua forza fisica lo rende pericoloso nel gioco aereo.

## Carriera

### Club

#### Real Madrid
Nella stagione 2012-2013, componente della rosa della terza squadra del Real Madrid, ha debuttato sia con la seconda squadra sia con la prima squadra (nell'ultima giornata di campionato). Nella stagione 2013-2014 è passato stabilmente nella seconda squadra.

#### Rayo Vallecano, Malaga e Real Sociedad
Il 14 luglio 2015 viene ceduto in prestito al Rayo Vallecano, con cui disputa 33 partite di campionato e segna 2 gol. Il 6 luglio 2016 passa, nuovamente in prestito, questa volta al Malaga. Il 26 giugno 2017 passa, questa volta a titolo definitivo, alla Real Sociedad.

#### Leeds United
Il 22 settembre 2020 si accorda con il Leeds United. La cessione diventa ufficiale due giorni dopo.

#### Roma
Il 31 gennaio 2023 viene ceduto in prestito alla Roma dove ritrova José Mourinho, suo allenatore ai tempi del Real Madrid. Il 9 marzo 2023 gioca la sua prima partita da titolare con la maglia giallorossa negli ottavi di Europa League contro la sua ex squadra, la Real Sociedad. Dopo un breve ritorno al Leeds, l'8 luglio 2023 viene ufficializzato il suo ritorno nella capitale, nuovamente in prestito annuale. Il 10 marzo 2024 segna il suo primo gol ufficiale con la maglia dei giallorossi in occasione del match esterno contro la Fiorentina, valevole per il 2-2 finale.

#### Betis
Il 9 luglio 2024, fa ritorno in Spagna, firmando un quadriennale col Betis, nella Liga, per circa tre milioni di euro.

### Nazionale

#### Nazionale giovanile
Ha preso parte ai Mondiali Under-20 del 2013 giocando 3 partite.

#### Nazionale maggiore
Debutta in Nazionale maggiore il 29 maggio 2016 in amichevole contro la Bosnia-Erzegovina. Convocato per gli europei nel 2021, l'8 giugno, a pochi giorni dall'inizio della competizione, risulta positivo al COVID-19. Due giorni dopo viene tuttavia riscontrata la falsa positività del giocatore, che può quindi partire per la spedizione continentale.

## Statistiche

### Presenze e reti nei club
Statistiche aggiornate al 13 aprile 2025.
| Stagione                | Squadra                 | Campionato              | Campionato | Campionato | Coppe nazionali | Coppe nazionali | Coppe nazionali | Coppe continentali | Coppe continentali | Coppe continentali | Altre coppe | Altre coppe | Altre coppe | Totale | Totale |
| Stagione                | Squadra                 | Comp                    | Pres       | Reti       | Comp            | Pres            | Reti            | Comp               | Pres               | Reti               | Comp        | Pres        | Reti        | Pres   | Reti   |
| ----------------------- | ----------------------- | ----------------------- | ---------- | ---------- | --------------- | --------------- | --------------- | ------------------ | ------------------ | ------------------ | ----------- | ----------- | ----------- | ------ | ------ |
| 2012-2013               | Real Madrid C           | SDB                     | 29         | 89         | -               | -               | -               | -                  | -                  | -                  | -           | -           | -           | 29     | 1      |
| 2012-2013               | Real M. Castilla        | SD                      | 1          | 0          | -               | -               | -               | -                  | -                  | -                  | -           | -           | -           | 1      | 0      |
| 2013-2014               | Real M. Castilla        | SD                      | 31         | 1          | -               | -               | -               | -                  | -                  | -                  | -           | -           | -           | 31     | 1      |
| 2014-2015               | Real M. Castilla        | SDB                     | 31         | 2          | -               | -               | -               | -                  | -                  | -                  | -           | -           | -           | 31     | 2      |
| Totale Real M. Castilla | Totale Real M. Castilla | Totale Real M. Castilla | 63         | 3          |                 | -               | -               |                    | -                  | -                  |             | -           | -           | 63     | 3      |
| 2012-2013               | Real Madrid             | PD                      | 1          | 0          | CR              | 0               | 0               | UCL                | 0                  | 0                  | SS          | 0           | 0           | 1      | 0      |
| 2013-2014               | Real Madrid             | PD                      | 1          | 0          | CR              | 0               | 0               | UCL                | 0                  | 0                  | -           | -           | -           | 1      | 0      |
| 2014-2015               | Real Madrid             | PD                      | 0          | 0          | CR              | 1               | 0               | UCL                | 0                  | 0                  | SU+SS+Cmc   | 0           | 0           | 1      | 0      |
| Totale Real Madrid      | Totale Real Madrid      | Totale Real Madrid      | 2          | 0          |                 | 1               | 0               |                    | 0                  | 0                  |             | 0           | 0           | 3      | 0      |
| 2015-2016               | Rayo Vallecano          | PD                      | 33         | 2          | CR              | 4               | 0               | -                  | -                  | -                  | -           | -           | -           | 37     | 2      |
| 2016-2017               | Malaga                  | PD                      | 25         | 2          | CR              | 2               | 0               | -                  | -                  | -                  | -           | -           | -           | 27     | 2      |
| 2017-2018               | Real Sociedad           | PD                      | 27         | 3          | CR              | 1               | 1               | UEL                | 6                  | 3                  | -           | -           | -           | 34     | 7      |
| 2018-2019               | Real Sociedad           | PD                      | 21         | 0          | CR              | 2               | 0               | -                  | -                  | -                  | -           | -           | -           | 23     | 0      |
| 2019-2020               | Real Sociedad           | PD                      | 29         | 1          | CR              | 1               | 0               | -                  | -                  | -                  | -           | -           | -           | 30     | 1      |
| set. 2020               | Real Sociedad           | PD                      | 1          | 0          | CR              | 0               | 0               | UEL                | 0                  | 0                  | SS          | 0           | 0           | 1      | 0      |
| Totale Real Sociedad    | Totale Real Sociedad    | Totale Real Sociedad    | 78         | 4          |                 | 10              | 1               |                    | 6                  | 3                  |             | 0           | 0           | 94     | 8      |
| 2020-2021               | Leeds Utd               | PL                      | 15         | 1          | FACup+CdL       | 0               | 0               | -                  | -                  | -                  | -           | -           | -           | 15     | 1      |
| 2021-2022               | Leeds Utd               | PL                      | 28         | 3          | FACup+CdL       | 1+2             | 0               | -                  | -                  | -                  | -           | -           | -           | 31     | 3      |
| 2022-gen. 2023          | Leeds Utd               | PL                      | 8          | 0          | FACup+CdL       | 3+2             | 0               | -                  | -                  | -                  | -           | -           | -           | 13     | 0      |
| Totale Leeds            | Totale Leeds            | Totale Leeds            | 51         | 4          |                 | 8               | 0               |                    | -                  | -                  |             | -           | -           | 59     | 4      |
| gen.-giu. 2023          | Roma                    | A                       | 9          | 0          | CI              | 0               | 0               | UEL                | 3                  | 0                  | -           | -           | -           | 12     | 0      |
| 2023-2024               | Roma                    | A                       | 29         | 1          | CI              | 1               | 0               | UEL                | 11                 | 0                  | -           | -           | -           | 41     | 1      |
| Totale Roma             | Totale Roma             | Totale Roma             | 38         | 1          |                 | 1               | 0               |                    | 14                 | 0                  |             | 0           | 0           | 53     | 1      |
| 2024-2025               | Betis                   | PD                      | 30         | 2          | CR              | 2               | 0               | UECL               | 10                 | 0                  | -           | -           | -           | 42     | 2      |
| Totale carriera         | Totale carriera         | Totale carriera         | 262        | 14         |                 | 21              | 1               |                    | 30                 | 3                  |             | 0           | 0           | 314    | 18     |

### Cronologia presenze e reti in nazionale
| Cronologia completa delle presenze e delle reti in nazionale ― Spagna | Cronologia completa delle presenze e delle reti in nazionale ― Spagna | Cronologia completa delle presenze e delle reti in nazionale ― Spagna | Cronologia completa delle presenze e delle reti in nazionale ― Spagna | Cronologia completa delle presenze e delle reti in nazionale ― Spagna | Cronologia completa delle presenze e delle reti in nazionale ― Spagna | Cronologia completa delle presenze e delle reti in nazionale ― Spagna | Cronologia completa delle presenze e delle reti in nazionale ― Spagna |
| Data                                                                  | Città                                                                 | In casa                                                               | Risultato                                                             | Ospiti                                                                | Competizione                                                          | Reti                                                                  | Note                                                                  |
| --------------------------------------------------------------------- | --------------------------------------------------------------------- | --------------------------------------------------------------------- | --------------------------------------------------------------------- | --------------------------------------------------------------------- | --------------------------------------------------------------------- | --------------------------------------------------------------------- | --------------------------------------------------------------------- |
| 29-5-2016                                                             | San Gallo                                                             | Spagna                                                                | 3 – 1                                                                 | Bosnia ed Erzegovina                                                  | Amichevole                                                            | -                                                                     | 59’                                                                   |
| 18-11-2018                                                            | Las Palmas                                                            | Spagna                                                                | 1 – 0                                                                 | Bosnia ed Erzegovina                                                  | Amichevole                                                            | -                                                                     |                                                                       |
| 7-6-2019                                                              | Tórshavn                                                              | Fær Øer                                                               | 1 – 4                                                                 | Spagna                                                                | Qual. Euro 2020                                                       | -                                                                     | 46’                                                                   |
| 10-6-2019                                                             | Madrid                                                                | Spagna                                                                | 3 – 0                                                                 | Svezia                                                                | Qual. Euro 2020                                                       | -                                                                     | 88’                                                                   |
| 5-9-2019                                                              | Bucarest                                                              | Romania                                                               | 1 – 2                                                                 | Spagna                                                                | Qual. Euro 2020                                                       | -                                                                     | 79’                                                                   |
| 7-10-2020                                                             | Lisbona                                                               | Portogallo                                                            | 0 – 0                                                                 | Spagna                                                                | Amichevole                                                            | -                                                                     |                                                                       |
| 28-3-2021                                                             | Tbilisi                                                               | Georgia                                                               | 1 – 2                                                                 | Spagna                                                                | Qual. Mondiali 2022                                                   | -                                                                     | 6’ 46’                                                                |
| 4-6-2021                                                              | Madrid                                                                | Spagna                                                                | 0 – 0                                                                 | Portogallo                                                            | Amichevole                                                            | -                                                                     | 79’                                                                   |
| 2-6-2022                                                              | Siviglia                                                              | Spagna                                                                | 1 – 1                                                                 | Portogallo                                                            | UEFA Nations League 2022-2023 - 1º turno                              | -                                                                     | 72’                                                                   |
| 9-6-2022                                                              | Lancy                                                                 | Svizzera                                                              | 0 – 1                                                                 | Spagna                                                                | UEFA Nations League 2022-2023 - 1º turno                              | -                                                                     |                                                                       |
| Totale                                                                |                                                                       | Presenze                                                              | 10                                                                    |                                                                       | Reti                                                                  | 0                                                                     |                                                                       |

## Palmarès
- Coppa di Spagna: 1

Real Madrid: 2013-2014